# Штефансплац
Ште́фансплац (нем. Stephansplatz — «площадь Стефана») — площадь, расположенная в центре Внутреннего Города в Вене. На площади расположен собор Святого Стефана, один из главных символов австрийской столицы. Штефансплац является точкой отсчёта для автодорог, идущих из Вены.

## История
История площади тесно связана с историей собора, первое здание которого было построено в 1137—1147 годах. До 1200 года собор находился вне территории Вены, к западу от городских стен. С расширением города на восток в XIII веке вокруг собора началось строительство зданий, образовавших площадь. С начала XV века Штефансплац является центральной площадью города. До 1732 года на площади также располагалось кладбище. Находившаяся при нём капелла Св. Магдалены (die Magdalenskapelle) была уничтожена пожаром в 1781 году и не восстанавливалась. Под ней была расположена соединённая с ней подземная капелла Св. Виргилия (die Virgilkapelle), обнаруженная при строительстве метро в 1973 году. Очертания капеллы Св. Виргилия выложены мозаикой на Штефансплац к западу от собора.

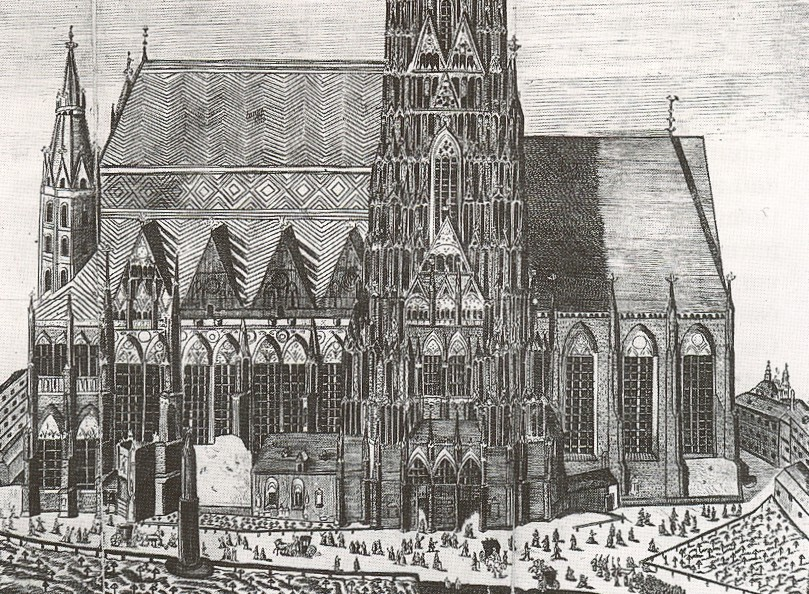
Кладбище у собора Св. Стефана, около 1700 года

В конце XIX века площадь и прилегающий район подверглись реконструкции, при этом были снесен ряд зданий. Результатом этого, помимо прочего, стало фактическое объединение Штефансплац с площадью Шток-им-Айзен, выходящей на Кернтнерштрассе и Грабен.
В 1945 году площадь, как и собор Святого Стефана, серьёзно пострадала в результате бомбардировок.
В 1978 году под площадью была открыта одноимённая станция метро 1-й линии, а в 1991 году — станция 3-й линии.
В 1990 году в западной части площади (формально, по адресу Шток-им-Айзен-плац, дом 4) на месте ранее существовавшего здания компании Philipp Haas & Söhne построен дом Хааса, резко выделяющийся на фоне исторических строений.
Площадь является одним из самых популярных у туристов местом в городе и представляет собой, за исключением северо-восточной стороны, пешеходную зону, на которую выходят, кроме главного входа в собор и выходов из метро, несколько магазинов и кафе. В восточном углу расположена стоянка конных экипажей (фиакров) и подземная парковка (въезд с Шулерштрассе).